# Legends Never Die
Pour les articles homonymes, voir Legends Never Die (album de Juice Wrld).
Albums de R.A. the Rugged Man
Legendary Classics vol. 1
(2009)
Singles
1. The People's Champ
Sortie : 20 février 2013
2. Learn Truth
Sortie : 26 mars 2013

Legends Never Die est le quatrième album studio de R.A. the Rugged Man, sorti le 30 avril 2013.
L'album s'est classé 1er au Top Heatseekers, 12e au Top Rap Albums, 17e au Top R&B/Hip-Hop Albums, 26e au Top Independent Albums et 131e au Billboard 200.

## Liste des titres
| No  | Titre                                                                               | Contient un (des) sample(s) de                                                    | Durée |
| --- | ----------------------------------------------------------------------------------- | --------------------------------------------------------------------------------- | ----- |
| 1.  | Still Diggin Wit Buck (Legends Intro) (Produit par Buckwild)                        | Sunny du Bobby Bryant Sextet                                                      | 1:34  |
| 2.  | The People's Champ (Produit par Apathy)                                             |                                                                                   | 3:55  |
| 3.  | Definition of a Rap Flow (featuring Amalie Bruun – Produit par Dev-1 et Marc Niles) | Albee Square Mall de Biz Markie                                                   | 3:29  |
| 4.  | Learn Truth (featuring Talib Kweli – Produit par Mr. Green)                         | Hazy Shade of Criminal de Public Enemy Lamentations of the Heart de Philip Wesley | 3:16  |
| 5.  | Bang Boogie (Produit par Jussi Jaakola)                                             |                                                                                   | 1:55  |
| 6.  | Tom Thum (Produit par Will Tell)                                                    |                                                                                   | 3:12  |
| 7.  | Holla-Loo-Yuh (featuring Tech N9ne et Krizz Kaliko – Produit par C-Lance)           |                                                                                   | 3:12  |
| 8.  | Media Midgets (Produit par Buckwild)                                                |                                                                                   | 3:43  |
| 9.  | Shoot Me in the Head (Produit par Marco Polo)                                       |                                                                                   | 3:54  |
| 10. | Legends Never Die (Daddy's Halo) (Produit par Mr. Green)                            |                                                                                   | 3:21  |
| 11. | The Dangerous Three (featuring Brother Ali et Masta Ace – Produit par Mr. Green)    | Cunt Renaissance de R.A. The Rugged Man featuring The Notorious B.I.G.            | 3:58  |
| 12. | Luv to Fuk (featuring Eamon – Produit par Shuko)                                    |                                                                                   | 4:19  |
| 13. | Underground Hitz (featuring Hopsin – Produit par Will Tell)                         | Une petite musique de nuit de Wolfgang Amadeus Mozart                             | 2:49  |
| 14. | Laugh, Clown, Laugh (Produit par Vherbal)                                           |                                                                                   | 2:55  |
| 15. | Sam Peckinpah (featuring Vinnie Paz et Sadat X – Produit par C-Lance)               |                                                                                   | 3:18  |
| 16. | Outro (Produit par Shuko)                                                           |                                                                                   | 0:32  |
| 17. | Still Get Through The Day (featuring Eamon – Produit par Ayatollah)                 |                                                                                   | 3:36  |

| 18. | Make You Famous (featuring Block McCloud – Produit par Vherbal) | 4:07 |

| 19. | Complex Superiority | 3:27 |